# Morbegno

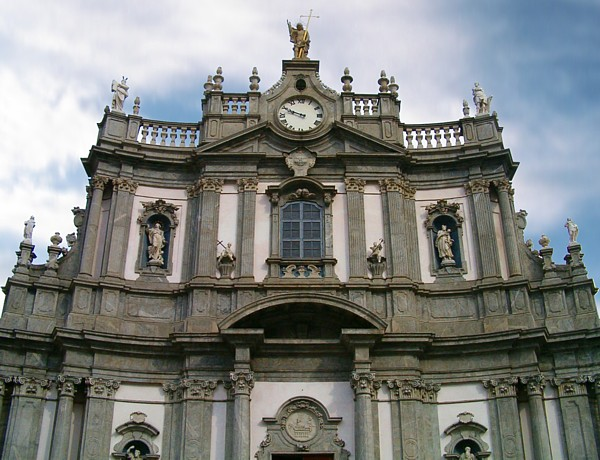
La Iglesia de San Juan.

Morbegno es una población italiana de la provincia de Sondrio en la Valtellina. La ciudad de Morbegno cuenta con 11.433(2004) habitantes y está localizada en la parte norte de Lombardía.

## Evolución demográfica
| Gráfica de evolución demográfica de Morbegno entre 1861 y 2001 |
|                                                                |
| Fuente ISTAT - elaboración gráfica de Wikipedia                |

- Datos: Q40094
- Multimedia: Morbegno / Q40094

1. ↑  Worldpostalcodes.org, código postal n.º 23017.
2. ↑  «Codici Catastali». Comuni-italiani.it (en italiano). Consultado el 29 de abril de 2017.